# Milano non esiste
Milano non esiste è un singolo del cantautore italiano Ermal Meta, pubblicato il 26 novembre 2021.

## Video musicale
Il video, diretto da Marcello Perego, è stato reso disponibile il 6 dicembre 2021 attraverso il canale YouTube del cantante.

## Tracce
1. Milano non esiste – 3:37